# Arcane 17 (André Breton)
Pour les articles homonymes, voir Arcane 17 et Arcane.
Arcane 17 est un texte poétique d'André Breton (1896-1966) écrit du 20 août au 20 octobre 1944 pendant un voyage en Gaspésie au Québec, sur la côte est du Canada, avec Elisa Claro, rencontrée en décembre 1943 à New York.

## Présentation
Le titre fait référence à la 17e lame du tarot où figure l'emblème de l' étoile et aussi à la 17e lettre de l'alphabet hébraïque qui évoque, en tant que signe, la langue dans la bouche. Jouant de l'analogie entre l'arcane et la lettre, André Breton met au centre de toute une série de correspondances et d'attractions passionnelles, la femme, symbole de source de vie.
L'édition originale a paru en mars 1945 chez l'éditeur Brentano's. A l'occasion de cette parution, Marcel Duchamp réalise la devanture du libraire Gotham Bookmark à New York. Elle est illustrée de quatre dessins rehaussés de couleurs vives de Matta librement inspirés des arcanes conventionnels du tarot divinatoire : L'Amoureux, La Lune, Le Chariot et L'Étoile. Le 15 avril suivant, Brentano's publie une édition dans un format plus petit sans illustrations, comprenant un avant-propos de Robert Tenger.
En juin 1947, les éditions du Sagittaire publient Arcane 17 enté d'Ajours. Le directeur littéraire Léon Pierre-Quint, avec qui André Breton avait renoué, a voulu faire coïncider la publication du livre avec l'exposition Le Surréalisme en 1947, organisée à la galerie Maeght. Cependant, le succès de l'exposition occulte la parution du livre qui ne suscite que peu de critiques.
Par l'accolement d'un nombre en chiffres à un substantif, le titre surprit par sa modernité inattendue.

## Les circonstances de l'écriture
À New York où il est réfugié depuis juillet 1941, André Breton reforme un groupe surréaliste avec Marcel Duchamp. Il crée la revue VVV que dirige le peintre et sculpteur américain David Hare. Comme Breton connaît mal l'anglais, c'est Jacqueline Lamba, sa femme, qui assure le rôle de traductrice. Celle-ci s'éprend de ce jeune artiste « élevé parmi les indiens de l'Arizona, disciple de Gurdjieff et appréciant sa peinture. » Elle quitte André Breton. La garde de leur fille Aube est confiée à Jacqueline.
André Breton sombre dans un profond désespoir qu'aggrave la barrière de la langue : « Une grande partie de la terre ne présentait plus qu'un spectacle de ruines. En moi-même, il avait bien fallu en convenir sans pour cela m'y résigner, tout ce que j'avais tenu pour indéfectible dans le domaine du sentiment, sans même que je pusse savoir sous quelle rafale, avait été emporté. » À Charles Duits, alors étudiant à l'Université Harvard, qui le rencontre en septembre 1942, il paraît sans âge, « comme un arbre ou un rocher […] las, amer, seul, terriblement seul, supportant la solitude avec une patience de bête, […] pris dans le silence comme une lave qui achevait de durcir. »
Le 9 ou le 10 décembre 1943, André Breton rencontre Elisa Claro dans un restaurant français de la 56e Rue, à proximité de son domicile. Fasciné par sa beauté à l'intensité grave, il se présente comme écrivain français et lui demande la permission d'échanger quelques mots avec elle : « Dans la rue glacée je te revois moulée sur un frisson, les yeux seuls à découvert. Le col haut relevé, l'écharpe serrée de la main sur la bouche, tu étais l'image même du secret, d'un des grands secrets de la nature au moment où il se livre et dans tes yeux de fin d'orage on pouvait voir se lever un très pâle arc-en-ciel. »
Au mois d'août précédent, elle venait de perdre tragiquement sa fille, Ximena, qui s'était noyée au cours d'une excursion en mer, au large du Massachusetts]. Depuis, elle restait à New York en convalescence, rejointe par une amie venue du Chili pour la soutenir.

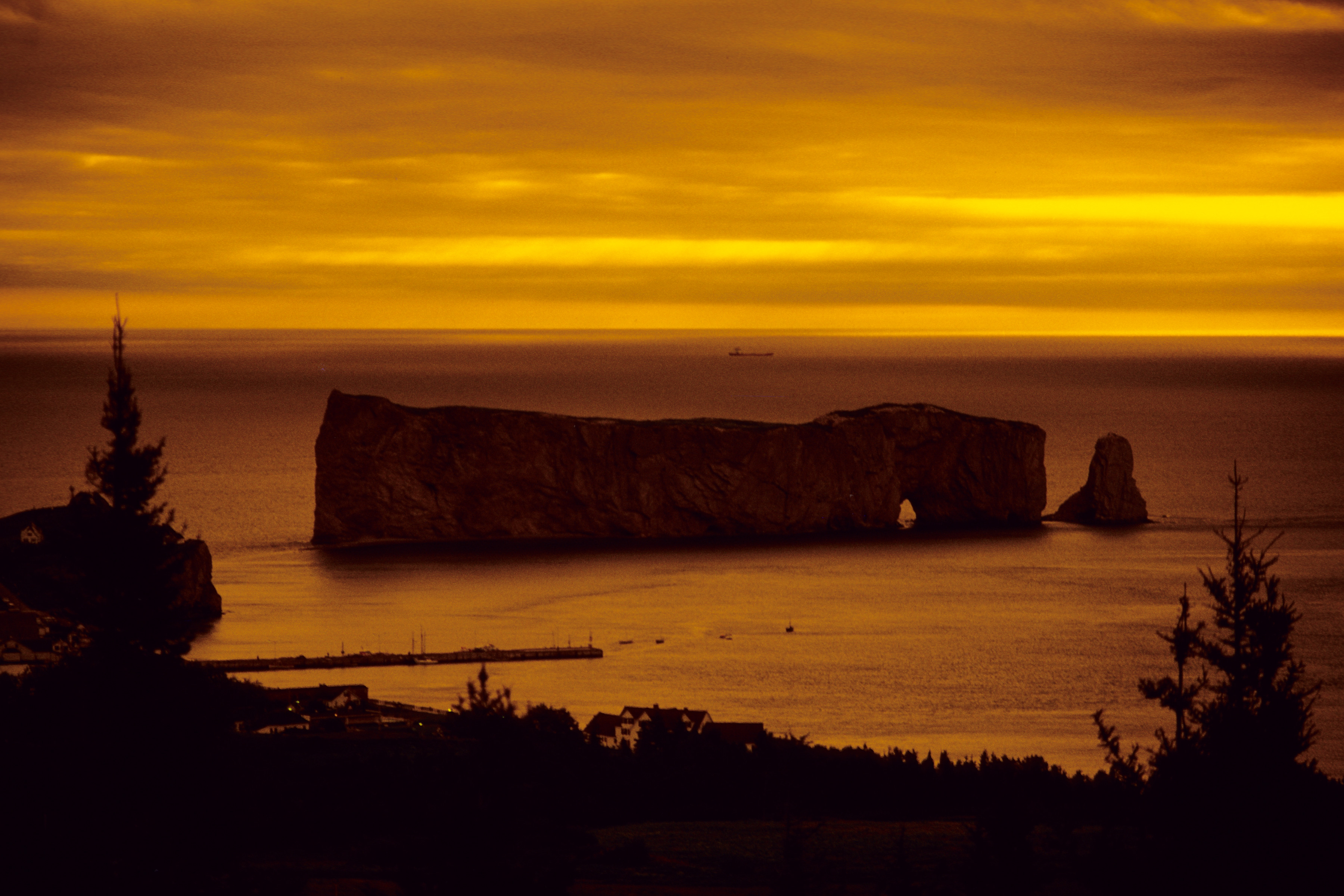
Le Rocher Percé

Dans une lettre adressée le 8 mars 1944 à Patrick Waldberg, alors à Londres, André Breton lui confie : « je songe à écrire un livre autour de l'arcane 17 (l' Étoile, la Jeunesse éternelle, Isis, le mythe de la résurrection, etc.) en prenant pour modèle une dame que j'aime et qui, hélas, en ce moment est à Santiago. »
À l'été, Breton et Elisa entreprennent un voyage en Gaspésie, autour de la baie des Chaleurs, puis dans les Laurentides jusqu'à Sainte-Agathe-des-Monts, au nom emblématique pour un homme fasciné par les agates. Du 20 août au 21 septembre, ils séjournent à Percé, face au Rocher qui se découpe dans le cadre de leurs fenêtres : « Dans le rapport de [ses] dimensions je ne serais pas surpris que se manifestât le nombre d'or. »

## Le texte
Cette œuvre, la plus discursive et la plus abstraite, parcourt des domaines divers depuis les mythes anciens jusqu'à l'Histoire présente.
Des considérations philosophiques se transforment en envolées poétiques, les descriptions vagabondes de la Gaspésie en déclarations d'amour pour Elisa, des observations d'ordre personnel se mêlent à des aperçus historiques et des réflexions sur les problèmes auxquels l'humanité sera confrontée après la guerre, dans le but de « repassionner la vie », selon l'expression du texte Lumière noire, déjà publié en 1943 et repris dans Arcane 17.

### Elisa
L'auteur révèle au lecteur le nouvel amour de sa vie, Elisa, cet « amour qui prend tout le pouvoir, qui s'accorde toute la durée de la vie, qui ne consent bien sûr à reconnaître son objet que dans un seul être. » Il a vu en elle la coexistence du destin le plus tragique avec la plus lumineuse des renaissances : « quand la plus grande ombre était en moi […] et que c'est en moi que cette fenêtre s'est ouverte. »
Elisa est élevée au rang de la reine de Saba évoquée par Charles Nodier ou Gérard de Nerval, de Cléopâtre, l'amante d'Antoine, de la sorcière dépeinte par Jules Michelet, de Bettina Brentano, la femme d'Achim von Arnim, de la Fée au griffon du tableau de Gustave Moreau : toutes femmes « au regard pensif ou prospectif. »
Prolongeant la rêverie que provoquent les flotteurs rouges surmontés d'un drapeau noir d'un bateau de pêche, il se rappelle les manifestations contre le projet de loi allongeant à trois années le service militaire et celle commémorative de la Commune de Paris auxquelles il assista en 1913 au Pré-Saint-Gervais et invoque les penseurs sociaux du XIXe siècle, Charles Fourier, Flora Tristan, le Père Enfantin qui ont fait avancer l'idée du « salut terrestre par la femme. »
« Que l'art donne résolument le pas au prétendu irrationnel féminin, qu'il tienne farouchement pour ennemi tout ce qui, ayant l'outrecuidance de se donner pour sûr, pour solide, porte en réalité la marque de cette intransigeance masculine. »

### L'Étoile

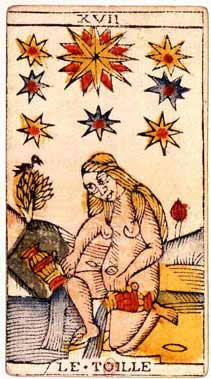
L'Étoile

Arcane 17 a été considéré comme un acte de conversion à l'ésotérisme, même si l'imagination et la sensibilité d'André Breton, depuis Entrée des médiums et la Lettre aux voyantes (1924), arpentent la « lisière des systèmes de connaissances. »
Son intérêt pour l'ésotérisme s'est accru en réaction à la société technicienne américaine. Il est aidé d'abord par sa rencontre avec Kurt Seligmann, grand amateur de bibliothèques, qui lui recopie de nombreux documents concernant le tarot, le mythe d'Isis et d'Osiris, la symbolique des nombres. Puis dans l'ouvrage d'Auguste Viatte, Victor Hugo et les illuminés de son temps, publié en 1942 à Montréal, il découvre une figure de l'illuminisme romantique : Éliphas Lévi. Autodidacte et ingénu, militant républicain de 1848 e0t animé d'un féminisme mystique, Eliphas Lévi associait volontiers la croyance à la magie et l'aspiration révolutionnaire. Breton n'est pas en quête d'un dogme universel, pour lui l'ésotérisme multiplie les chances de découvrir des rapports nouveaux avec le monde et de préserver la rêverie la plus libre.
« L'ésotérisme, toutes réserves faites sur son principe même, offre au moins l'immense intérêt de maintenir à l'état dynamique le système de comparaison, de champ illimité, dont dispose l'homme, qui lui livre les rapports susceptibles de relier les objets en apparence les plus éloignés et lui découvre partiellement la mécanique du symbolisme universel. »
De l'une des fenêtres de la maison face au Rocher Percé, André Breton en fait le cadre de l'écran sur lequel il projette sa propre exégèse passionnée du 17e arcane du tarot : l'Étoile.
« Ainsi, de Nadja à Arcane 17, se dessine une trajectoire du désir dans toute la poésie surréaliste, tant l'étoile-concept et une exaltation du principe d'analogie entre la femme et l'astre. »

### Mélusine
À partir des ouvrages d'Oswald Wirth, Le Tarot des imagiers du Moyen Âge (1927, lui-même inspiré de la symbolique d'Éliphas Lévi), du Tarot des Bohémiens de Papus publié en 1889 et du jeu édité en 1930 par le cartier marseillais Grimaud, André Breton propose une nouvelle lecture amoureuse des éléments qui constituent l'imagerie traditionnelle : les étoiles, les plantes, l'étang, le papillon et surtout les ruisseaux qui s'échappent des deux urnes tenues par la jeune femme nue, la Verseuse qu'il renomme Mélusine.

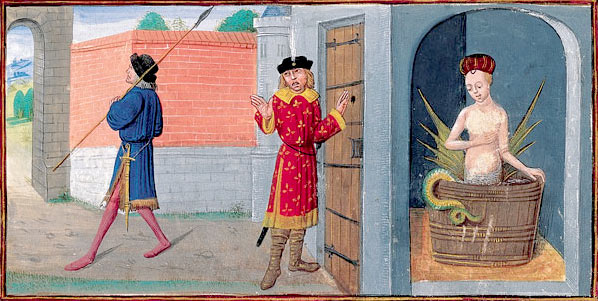
Mélusine en son bain, épiée par son époux Raimondin. Roman de Mélusine par Jean d'Arras, vers 1450-1500. BNF Fr.24383, f.19

S'il reprend la trame du mythe de Mélusine d'après Jean d'Arras : malgré son serment, et sous l'influence des allusions équivoques de son frère, Raymondin pénètre dans la chambre de Mélusine et découvre une créature moitié femme moitié serpent. Elle s'envole par la fenêtre en criant : « Tu m'as perdue pour toujours ! », Breton en fait une créature incarnant à la fois le malheur de la femme qui subit l'aliénation sociale que lui impose le pouvoir mâle et le privilège de pouvoir communiquer avec « les forces élémentaires de la nature. »
« Mélusine à l'instant du second cri : elle a jailli de ses hanches sans globe, son ventre est toute la moisson d'août, son torse s'élance en feu d'artifice de sa taille cambrée, moulée sur deux ailes d'hirondelle, ses seins sont des hermines prises dans leur propre cri, aveuglantes à force de s'éclairer du charbon ardent de leur bouche hurlante. Et ses bras sont l'âme des ruisseaux qui chantent et parfument. Et sous l'écroulement de ses cheveux dédorés se composent à jamais tous les traits distinctifs de la « femme-enfant », de cette variété si particulière qui a toujours subjugué les poètes, parce que le temps sur elle n'a pas de prise. »

### «Ajours»
En 1947, reprenant le « cahier de grande école buissonnière » sur lequel il a composé Arcane 17, André Breton ajoute trois textes « inscrit[s] dans le devenir des préoccupations toujours relancées de son auteur. » Il leur donne le titre d'Ajours, jouant sur la proximité phonique d'ajout et mise à jour, dans la définition de Littré : « orifice, pertuis, qui dans un objet laisse percer le jour. »
Il reprend un texte écrit en mai 1943 et, de fait, inconnu en France, Lumière noire auquel il en ajoute deux autres écrits en 1947. Il répond aux critiques du recours à l'ésotérisme et au féminisme excessif et renouvelle son appel à la liberté qu'il ne peut concevoir que sous sa forme dynamique : « C'est la révolte même, la révolte seule, qui est créatrice de lumière. Et cette lumière ne peut se connaître que trois voies, « la poésie, la liberté et l'amour. » Loin de briller du « Soleil noir de la mélancolie », l'étoile devient ici l'emblème de l'espérance partagée avec un être qu'André Breton a fait « revenir à la vie. »

## Début et fin du texte
« Dans le rêve d'Elisa, cette vieille gitane qui voulait m'embrasser et que je fuyais, mais c'était l'île Bonaventure, un des plus grands sanctuaires d'oiseaux de mer qui soient au monde. Nous en avions fait le tour le matin même, par temps couvert, sur un bateau de pêche toutes voiles dehors et nous étions plu, au départ, à l'arrangement tout fortuit, mais à la Hogarth, des flotteurs faits d'un baril jaune ou rouge, dont le fond s'ornait au pinceau de signes d'apparence cabalistique, baril surmonté d'une haute tige au sommet de laquelle flottait un drapeau noir (le rêve s'est sans doute emparé de ces engins, groupés en faisceaux irréguliers sur le pont, pour vêtir la bohémienne).

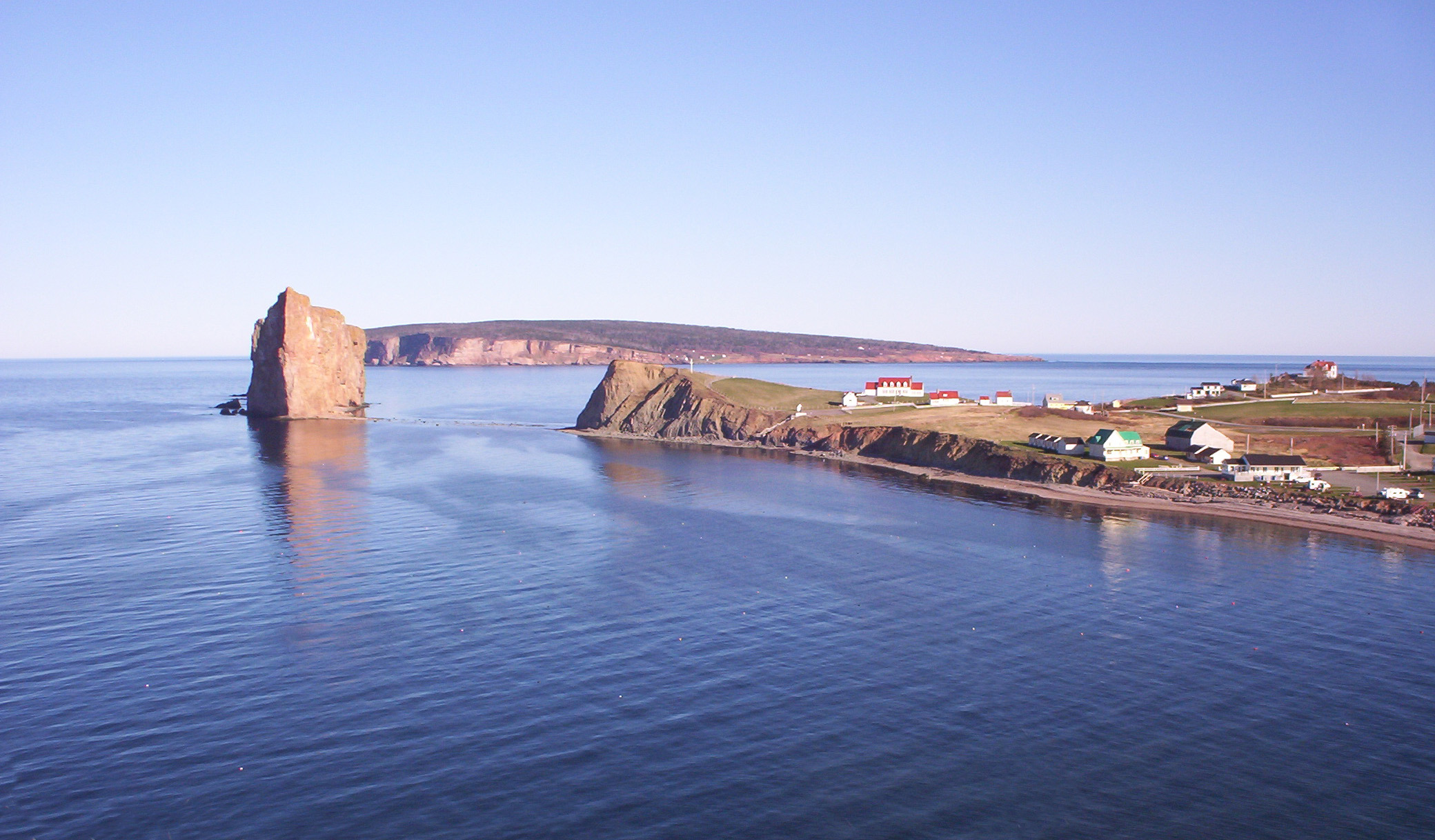
Le rocher Percé et l'île Bonaventure

De même que, fin 1940, un long reportage de journal inspiré des pires haines de l'heure était venu m'avertir que l'itinéraire prêté dans Paris aux « vengeurs des Templiers » se confondait avec celui qu'inconsciemment j'avais suivi avec Nadja, je n'eus, guidé par l'exégèse de M. Jean Richer, aucune peine à me convaincre qu'ici, sur le plan symbolique pur, j'avais cheminé avec Nerval le long du sillon doré. Mélusine, Esclarmonde de Foix, la reine de Saba, Isis, la Verseuse du Matin, les très belles dans leur ordre et leur unité m'en resteront les plus sûres garantes. »
La jeunesse éternelle. « 1808 = 17 » : Naissance de Nerval. - Publication de Théorie des quatre mouvements et des destinées générales.
Ma seule étoile vit…

## Extraits
« Quelles ressources de félinité, de rêverie à se soumettre la vie, de feu intérieur à aller au-devant des flammes, d'espièglerie au service du génie et, par-dessus tout, de calme étrange parcouru par la lueur du guet, ne sont pas contenues dans ces instants où la beauté, comme pour faire voir plus loin, soudain rend vaine, laisse mourir à elle la vaine agitation des hommes !.
Je choisis la femme-enfant non pour l'opposer à l'autre femme, mais parce qu'en elle et seulement en elle me semble résider à l'état de transparence absolue l'autre prisme de vision dont on refuse obstinément de tenir compte, parce qu'il obéit à des lois bien différentes dont le despotisme masculin doit empêcher à tout prix la divulgation.
On voit comme, en ce qu'elle pouvait encore avoir d'incertain, l'image se précise : c'est la révolte même, la révolte seule qui est créatrice de lumière. Et cette lumière ne peut se connaître que trois voies : la poésie, la liberté et l'amour qui doivent inspirer le même zèle et converger, à en faire la coupe même de la jeunesse éternelle, sur le point moins découvert et le plus illuminable du cœur humain. ».

## Éditions
- mars 1945, Brentano's avec quatre lames de tarot dessinées par Matta, tiré à 325 exemplaires
- avril 1945, Brentano's, non illustrée
- juin 1947, éditions du Sagittaire, avec « enté d'Ajours »
- 1965, UGE, collection 10/18, suivi d'un essai de Michel Beaujour
- 1971, Jean-Jacques Pauvert
- 2001, Le Livre de Poche, collection Biblio